# Ганс-Гайнц Ліндер
Ганс-Гайнц Ліндер (нім. Hans-Heinz Linder; 11 лютого 1913, Оттерберг — 10 вересня 1944, Лібау) — німецький офіцер-підводник, корветтен-капітан крігсмаріне.

## Біографія
1 квітня 1933 року вступив на флот. З листопада 1939 по серпень 1940 року пройшов курс підводника. З 3 вересня по 17 грудня 1940 року — командир підводного човна U-18. В січні-березні 1941 року пройшов командирську практику на U-96. З 22 березня 1941 по 1 вересня 1942 року — командир підводного човна U-202, на якому здійснив 6 походів (разом 236 днів у морі). У вересні 1942 року переданий в розпорядження 1-ї флотилії, в листопаді 1942 року — в розпорядження 2-го адмірала підводного флоту. З січня 1943 року — навчальний керівник в 25-й флотилії. Загинув під час радянського авіанальоту.
Всього за час бойових дій потопив 7 кораблів загальною водотоннажністю 24 811 тонн і пошкодив 1 корабель водотоннажністю 8882 тонни.
| Дата             | Назва корабля               | Тип                   | Тоннаж | Вантаж                                                    | Екіпаж | Загинули | Країна             | Конвой |
| ---------------- | --------------------------- | --------------------- | ------ | --------------------------------------------------------- | ------ | -------- | ------------------ | ------ |
| 27 серпня 1941   | Ladylove                    | Паровий траулер       | 230    |                                                           | 14     | 14       | Британська імперія |        |
| 11 вересня 1941  | Scania                      | Торговий пароплав     | 1,999  | 858 стандартів пиломатеріалів                             | 24     | 0        | Швеція             | SC-42  |
| 3 листопада 1941 | Flynderborg                 | Торговий пароплав     | 2,022  | 2125 тонн пиломатеріалів                                  | 24     | 3        | Британська імперія | SC-52  |
| 3 листопада 1941 | Gretavale                   | Торговий пароплав     | 4,586  | 6700 тонн сталі і 17 вантажівок                           | 44     | 38       | Британська імперія | SC-52  |
| 22 березня 1942  | Athelviscount (пошкоджений) | Тепловий танкер       | 8,882  | Баласт                                                    | 56     | 4        | Британська імперія | ON-75  |
| 1 квітня 1942    | Loch Don                    | Торговий пароплав     | 5,249  | 6000 тонн генеральних вантажів                            | 47     | 3        | Британська імперія |        |
| 22 червня 1942   | Rio Tercero                 | Торговий пароплав     | 4,864  | 3500 тонн генеральних вантажів, включаючи вугілля і пошту | 42     | 5        | Аргентина          |        |
| 1 липня 1942     | City of Birmingham          | Пасажирський пароплав | 5,861  | 2400 тонн генеральних вантажів                            | 381    | 9        | США                |        |

## Звання
- Кандидат в офіцери (1 квітня 1933)
- Морський кадет (23 вересня 1933)
- Фенріх-цур-зее (1 липня 1934)
- Оберфенріх-цур-зее (1 квітня 1936)
- Лейтенант-цур-зее (1 жовтня 1936)
- Оберлейтенант-цур-зее (1 червня 1938)
- Капітан-лейтенант (1 жовтня 1940)
- Корветтен-капітан (1 вересня 1944, посмертно заднім числом)

## Нагороди
- Медаль «За вислугу років у Вермахті» 4-го класу (4 роки)